# Charles Stewart Mott Foundation Building
El Charles Stewart Mott Foundation Building (anteriormente el Union Industrial Bank Building) es un edificio de oficinas de 16 pisos en el centro de la ciudad de Flint, en el estado de Míchigan (Estados Unidos). Es el edificio más alto de la ciudad. Fue diseñado por Wirt C. Rowland en 1928, inaugurado en 1930 y construido como el edificio Union Industrial Bank para servir como sede de Union Industrial Bank. Rowland fue considerado innovador por el uso de dos materiales en la construcción del edificio: Nirosta (un tipo de acero inoxidable) con fines decorativos en los espacios públicos y aluminio para sus escaparates y marcos de ventanas. 
En 1944, Charles Stewart Mott compró el edificio, que desde entonces ha servido como sede de la Fundación Charles Stewart Mott y ha sido rebautizado como Edificio de la Fundación Charles Stewart Mott. Más recientemente, el edificio apareció en las películas Semi-Pro y All's Faire in Love. Se considera una de las estructuras más emblemáticas del centro de Flint.

## Antecedentes
El Industrial Savings Bank de Flint fue fundado en 1909. A lo largo de su historia, tuvo conexiones destacadas con los líderes financieros y comerciales de la ciudad: Charles Stewart Mott se desempeñó como presidente, mientras que Walter Chrysler fue un director que participó activamente en su gestión. Industrial Savings Bank se había convertido en el banco más grande de la ciudad en 1928 y había superado su sede actual, que se había construido en 1923. Además, tenía una fusión inminente con Union Trust y Savings Bank, programada para el 1 de mayo de 1929.

## Diseño y construcción
El edificio del Union Industrial Bank fue diseñado en 1928 por Wirt C. Rowland, que trabajaba para la firma Smith, Hinchman & Grylls, para que sirviera como edificio de oficinas y como sede de Union Industrial Bank. Diseñado en estilo art déco, el edificio mide 16 pisos de altura. Se encuentra en la esquina de Saginaw Street y First Street en el centro de Flint, y su dirección es 503 South Saginaw Street.
Cuando el Guardian Building y el Penobscot Building, dos edificios de Detroit que él había diseñado en gran parte, estaban a punto de terminarse, Rowland pudo aplicar sus ideas innovadoras de esos proyectos en el Union Industrial Bank Building en Flint. La parte más innovadora del diseño fue el uso que Rowland hizo de nirosta (un tipo de acero inoxidable) con fines decorativos en los espacios públicos del edificio, sobre todo en la sala bancaria y los vestíbulos. Nirosta, que era un producto de Krupp Steel Works de Alemania, era más fácil de trabajar y menos costoso que el metal monel, que Rowland había empleado de manera similar en el Guardian.
En el exterior, Rowland usó aluminio con acabado de esmalte negro para todo el metal exterior, que incluía rejillas, enjutas, escaparates y marcos de ventanas. El uso de aluminio para escaparates y marcos de ventanas se consideró innovador en ese momento. El color negro se eligió para contrastar con la apariencia del revestimiento de piedra calizade color relativamente claro que formaba el exterior. Tomando señales de sus diseños tanto para el Guardian como para el Penobscot, Rowland alternó bandas claras con enjutas oscuras alrededor de las ventanas del edificio para separarlas visualmente en grupos, mientras alternaba de manera similar entre huecos empotrados y salientes en los pisos 15 y 16 del edificio.
El segundo piso consiste en su totalidad en un gran vestíbulo bancario, que mide 20 m por 12 m, que es algo similar en apariencia a su contraparte más grande en el Guardian. El lobby bancario también presentó un novedoso producto acústico de reducción de ruido de Johns-Manville Company que está hecho de lona y fieltro.
El edificio también presenta de manera prominente figura geométrica utilizadas como motivos decorativos, incluido un patrón hexágonal para los techos del vestíbulo del primer piso y el vestíbulo de la caja de seguridad del sótano, así como arcos en ángulo en todo el edificio. Estas decoraciones geométricas, que aparecen tanto en el interior como en el exterior, ayudan a darle un aspecto moderno
Si bien Rowland esencialmente había completado el diseño antes de finales de 1928, la fusión pendiente de Industrial Savings Bank con Union Trust and Savings provocó un retraso en el trabajo en el proyecto hasta mayo de 1929, cuando se produjo la fusión. Los dibujos se completaron en agosto de 1929. Para octubre, se completaron los planes para un piso 17 adicional y un club de dos pisos en los pisos 16 y 17 con comedores, cuartos de estar, porches y una biblioteca. Sin embargo, el desplome de Wall Street de 1929 y un escándalo de malversación de fondos en Union Industrial Bank finalmente convencieron a los directores del banco de descartar la propuesta del club y volver al diseño de 16 pisos.
Durante el otoño de 1929, comenzó la demolición del edificio existente en la propiedad en 503 South Saginaw Street. Después de poco más de un año de construcción, el 15 de diciembre de 1930 se inauguró el edificio. Sería el último rascacielos que diseñó Rowland.
En 1944, Charles Stewart Mott compró el edificio por 25 000 dólares. Ha servido como sede de la Fundación Charles Stewart Mott desde entonces. El 1 de enero de 1945, pasó a llamarse Charles Stewart Mott Foundation Building. El mantenimiento exterior ha sido proporcionado por Grunwell – Cashero Company con sede en Detroit desde la década de 1960, y se ha realizado anualmente desde 1990.

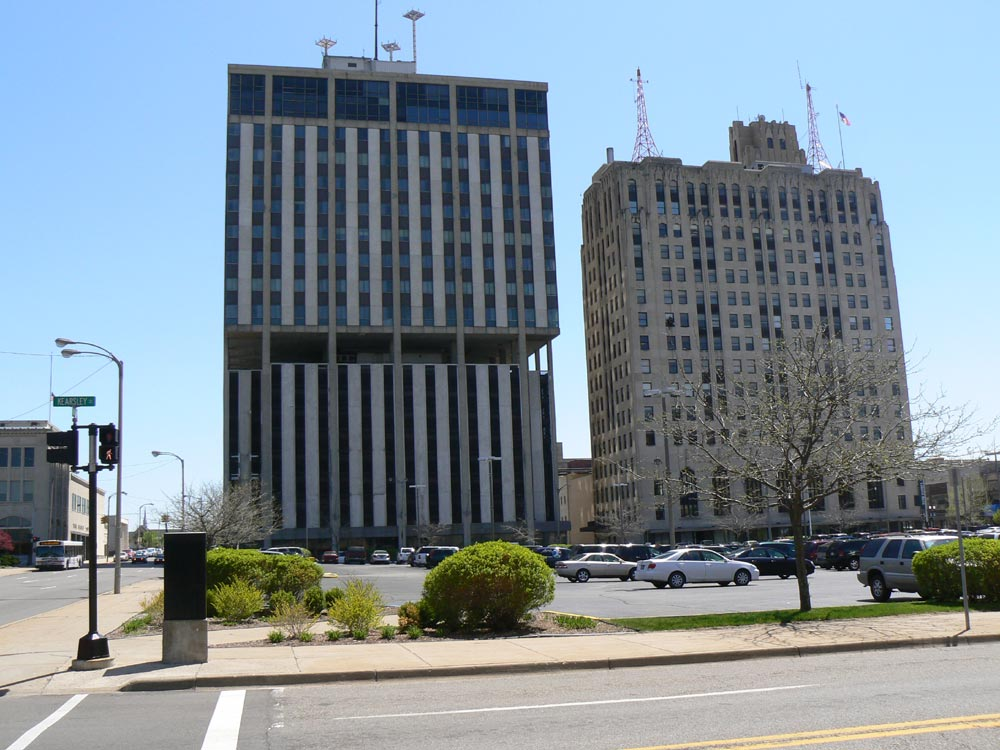
El Mott Foundation Building (derecha) junto a la Genesee Towers, hacia 2007

El edificio de la Fundación Mott sería el último edificio de oficinas construido en el centro de Flint hasta 1968, cuando se completó Genesee Towers. Ambos, ubicados uno al lado del otro, tenían cerca de 76 m de altura. Cuando se programó la demolición de Genesee Towers en 2013, su proximidad tanto al edificio de la Fundación Mott como al Flint Journal Building llevó a la decisión de utilizar la implosión como método para derribarlo. Después de la implosión de Genesee Towers en 2013, que era el edificio más alto de la ciudad y del condado de Genesee, el edificio de la Fundación Mott heredó el título del edificio más alto de Flint.
Además de servir como sede de la Fundación Charles Stewart Mott, el edificio alberga a numerosos inquilinos, incluidos los del sector legal y financiero, así como los que brindan otros servicios profesionales. Otros inquilinos incluyen la Cámara de Comercio Flint and Genesee y una Sala de Lectura de la Ciencia Cristiana.   La Cámara de Comercio de Flint and Genesee ocupa la antigua ubicación de Flint en el centro de Bank of America, que cerró el 31 de mayo de 2013. El edificio de la Fundación Mott también fue la sede de la Fundación Crim Fitness, hasta que se mudó a una nueva ubicación en Saginaw Street en 2007.
En 2007, un incendio en el piso 14  causado por una regleta multicontactos que no funcionaba provocó la evacuación de todo el edificio. No hubo heridos .
El edificio alberga obras de arte instaladas por el Flint Public Art Project. La organización colaboró con el artista Sohail Azad de Windsor, Ontario, en un espectáculo de luces de Nochevieja de 2012 que incluyó una caída de bola virtual tridimensional.
También ha sido utilizado para conferencias de prensa por los alcaldes de Flint y los gobernadores de Míchigan, incluida una del gobernador Rick Snyder durante la crisis del Agua en Flint. En abril de 2009, aproximadamente 30 líderes del sector público y del sector privado se reunieron en el edificio para una sesión a puertas cerradas para discutir la mejor manera de abordar la crisis de la industria automotriz y sus impactos en la zona.

## En imagen y cultura populares
El edificio de la Fundación Mott hizo su debut cinematográfico en la comedia deportiva Semi-Pro de 2008. Una escena de la película se filmó en Brush Alley, detrás del edificio. Las escenas de la comedia romántica de 2009 All's Faire in Love también se rodaron en el edificio de la Fundación Mott, que también se filmó en el estadio Atwood de Flint y en el Mott Community College, así como en el Michigan Renaissance Festival.
El edificio de la Fundación Mott se considera una de las estructuras más emblemáticas del centro de Flint, junto con la bola meteorológica del edificio Citizens Bank y los arcos sobre la calle Saginaw pavimentada con ladrillos. En él se sitúa la Bandera de los Estados Unidos más alta de la ciudad.